# Chirens
Chirens és un municipi francès situat al departament de la Isèra i a la regió d'Alvèrnia-Roine-Alps. L'any 2007 tenia 1.966 habitants.

## Demografia

### Població
El 2007 la població de fet de Chirens era de 1.966 persones. Hi havia 733 famílies de les quals 118 eren unipersonals (57 homes vivint sols i 61 dones vivint soles), 263 parelles sense fills, 287 parelles amb fills i 65 famílies monoparentals amb fills.
La població ha evolucionat segons el següent gràfic:
Habitants censats

### Habitatges
El 2007 hi havia 840 habitatges, 743 eren l'habitatge principal de la família, 57 eren segones residències i 40 estaven desocupats. 784 eren cases i 56 eren apartaments. Dels 743 habitatges principals, 628 estaven ocupats pels seus propietaris, 101 estaven llogats i ocupats pels llogaters i 14 estaven cedits a títol gratuït; 1 tenia una cambra, 28 en tenien dues, 54 en tenien tres, 194 en tenien quatre i 467 en tenien cinc o més. 551 habitatges disposaven pel capbaix d'una plaça de pàrquing. A 240 habitatges hi havia un automòbil i a 469 n'hi havia dos o més.

### Piràmide de població
La piràmide de població per edats i sexe el 2009 era:
| Homes | Edats   | Dones |
| ----- | ------- | ----- |
| 0     | 95 o +  | 0     |
| 0     | 90 a 94 | 4     |
| 4     | 85 a 89 | 20    |
| 0     | 80 a 84 | 16    |
| 24    | 75 a 79 | 36    |
| 32    | 70 a 74 | 28    |
| 36    | 65 a 69 | 24    |
| 48    | 60 a 64 | 32    |
| 60    | 55 a 59 | 56    |
| 68    | 50 a 54 | 80    |
| 72    | 45 a 49 | 68    |
| 84    | 40 a 44 | 80    |
| 68    | 35 a 39 | 84    |
| 84    | 30 a 34 | 68    |
| 52    | 25 a 29 | 60    |
| 45    | 20 a 24 | 16    |
| 101   | 15 a 19 | 76    |
| 72    | 10 a 14 | 88    |
| 64    | 5 a 9   | 44    |
| 40    | 0 a 4   | 44    |

## Economia
El 2007 la població en edat de treballar era de 1.355 persones, 999 eren actives i 356 eren inactives. De les 999 persones actives 937 estaven ocupades (515 homes i 422 dones) i 61 estaven aturades (25 homes i 36 dones). De les 356 persones inactives 135 estaven jubilades, 115 estaven estudiant i 106 estaven classificades com a «altres inactius».

### Ingressos
El 2009 a Chirens hi havia 801 unitats fiscals que integraven 2.216 persones, la mediana anual d'ingressos fiscals per persona era de 20.705 €.

### Activitats econòmiques
Dels 93 establiments que hi havia el 2007, 2 eren d'empreses alimentàries, 3 d'empreses de fabricació d'altres productes industrials, 39 d'empreses de construcció, 17 d'empreses de comerç i reparació d'automòbils, 4 d'empreses de transport, 4 d'empreses d'hostatgeria i restauració, 2 d'empreses d'informació i comunicació, 1 d'una empresa financera, 3 d'empreses immobiliàries, 8 d'empreses de serveis, 7 d'entitats de l'administració pública i 3 d'empreses classificades com a «altres activitats de serveis».
Dels 40 establiments de servei als particulars que hi havia el 2009, 1 era una oficina de correu, 4 tallers de reparació d'automòbils i de material agrícola, 1 paleta, 13 guixaires pintors, 5 fusteries, 4 lampisteries, 5 electricistes, 2 empreses de construcció, 2 perruqueries, 1 restaurant i 2 agències immobiliàries.
Dels 4 establiments comercials que hi havia el 2009, 1 era una botiga de més de 120 m² i 3 fleques.
L'any 2000 a Chirens hi havia 18 explotacions agrícoles que ocupaven un total de 480 hectàrees.

## Equipaments sanitaris i escolars
L'únic equipament sanitari que hi havia el 2009 era una farmàcia.
El 2009 hi havia 1 escola maternal i 1 escola elemental.

## Poblacions més properes
El següent diagrama mostra les poblacions més properes.